# Catocala polygama
Catocala polygama là một loài bướm đêm trong họ Erebidae.